# Obligacja hipoteczna
Obligacje hipoteczne – dłużny papier wartościowy, którego zabezpieczeniem jest hipoteka ustanowiona na nieruchomości należącej do emitenta tego instrumentu lub do osoby trzeciej. Sposób ustanawiania hipoteki w takim przypadku oraz związane z tym wymogi określa w Polsce ustawa o obligacjach, modyfikując zasady wynikające z ustawy o księgach wieczystych i hipotece. Zabezpieczenie w postaci hipoteki umożliwia obligatariuszom zaspokojenie ich roszczeń z obciążonej hipoteką nieruchomości przed innymi wierzycielami.
Niekiedy mianem obligacji hipotecznych są określane niektóre papiery wartościowe emitowane w procesie sekurytyzacji, oparte na wierzytelnościach kredytowych zabezpieczonych hipoteką lub zabezpieczone innymi papierami wartościowymi (np. mortgage bond securities, collateralized mortgage obligations). Należy jednak podkreślić, że charakter tych instrumentów oraz związane z nimi ryzyko są zupełnie inne niż w przypadku zdefiniowanej powyżej, klasycznej obligacji hipotecznej.